# پاداپیتیا
پاداپیتیا (به لاتین: Paddapitiya) یک منطقهٔ مسکونی در سری‌لانکا است که در استان جنوبی (سری‌لانکا) واقع شده‌است.